# Frampol
Frampol je město v Polsku v Lublinském vojvodství v okrese Biłgoraj. Je sídlem městsko-vesnické gminy Frampol. Podle údajů z roku 2020 zde žije 1 432 obyvatel.
Frampol leží na východě Malopolska, poblíž vysočiny Roztocze. Frampol obklopují Szczebrzeszynský přírodní park a lesy města Janów Lubelski. Ve městě se setkávají dvě místní silnice (74 a 865). Vzdálenost do sídla vojvodství Lublinu je 68 kilometrů.

## Historie
Město založil v roce 1717 hrabě Marek Antoni Butler, na místě kde stávala vesnice Radzięcin. Frampol nesl původně jméno Franopole podle manželky hraběte Butlera, Francizsky, rozené Sczuka. Frampol má symetrické rozložení barokních ulic ve tvaru soustředných obdélníků kolem velkého centrálního náměstí s radnicí.
Od roku 1735 zde existoval židovský hřbitov početné židovské komunity. V roce 1740 nechal Józef Butler postavit dřevěný kostel, který od roku 1778 existuje jako samostatná farnost. Ve druhé polovině 18. století město patřilo šlechtickému rodu Wysocki. Bylo důležitým centrem řemeslníků, většinou vyrábějících oděvy, a stejně jako v jiných městech východního Polska, byly všechny domy postaveny ze dřeva. Do roku 1795 patřil Frampol do Lublinského vojvodství, jednoho ze tří regionů Malopolska. V letech 1795 až 1807 byl součástí Habsburské monarchie, poté Varšavského knížectví, které se v roce 1815 změnilo na ruskem ovládané Kongresové Polsko. V roce 1921, za Druhé Polské republiky, zde žilo 2720 obyvatel.
V roce 1869 Frampol ztratil oficiální status města, který zpět získal až v roce 1993. Během druhé světové války bylo 90 % budov ve městě zničeno při bombardování stroji německé Luftwaffe 13. září 1939. Během holokaustu za německé okupace zahynula významná část příslušníků židovské komunity. Město nebylo nikdy zcela obnoveno, počet obyvatel nedosahuje ani poloviny předválečného počtu. V 21. století je Frampol jedním z nejmenších měst v Polsku.
Frampol je místem několika povídek židovského spisovatele Isaaca Singera, včetně jeho díla „Hlupák Gimpl“.

## Galerie

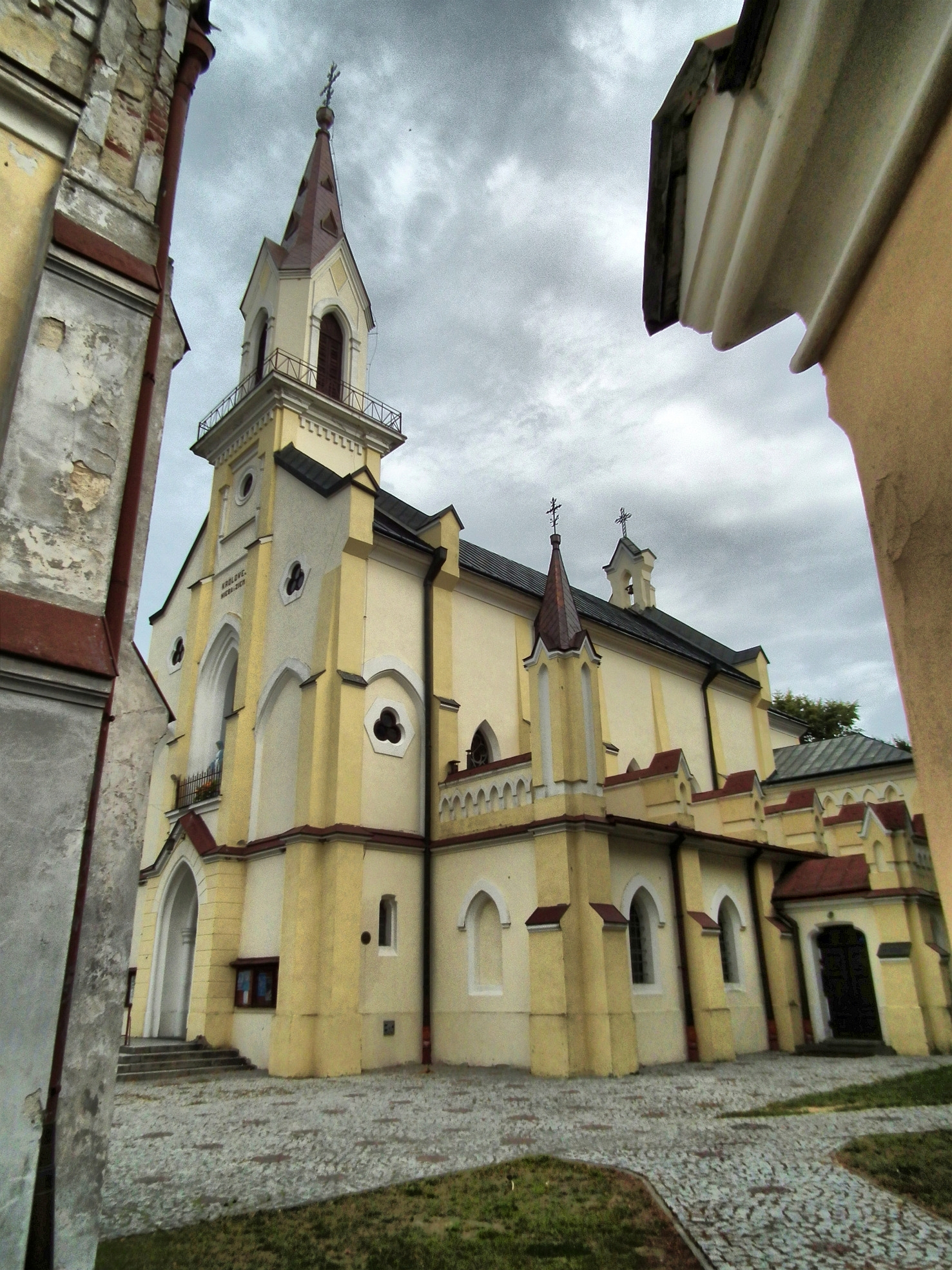
Kostel „Swiętego Jana Nepomucena i Matki Bożej Szkaplerznej“
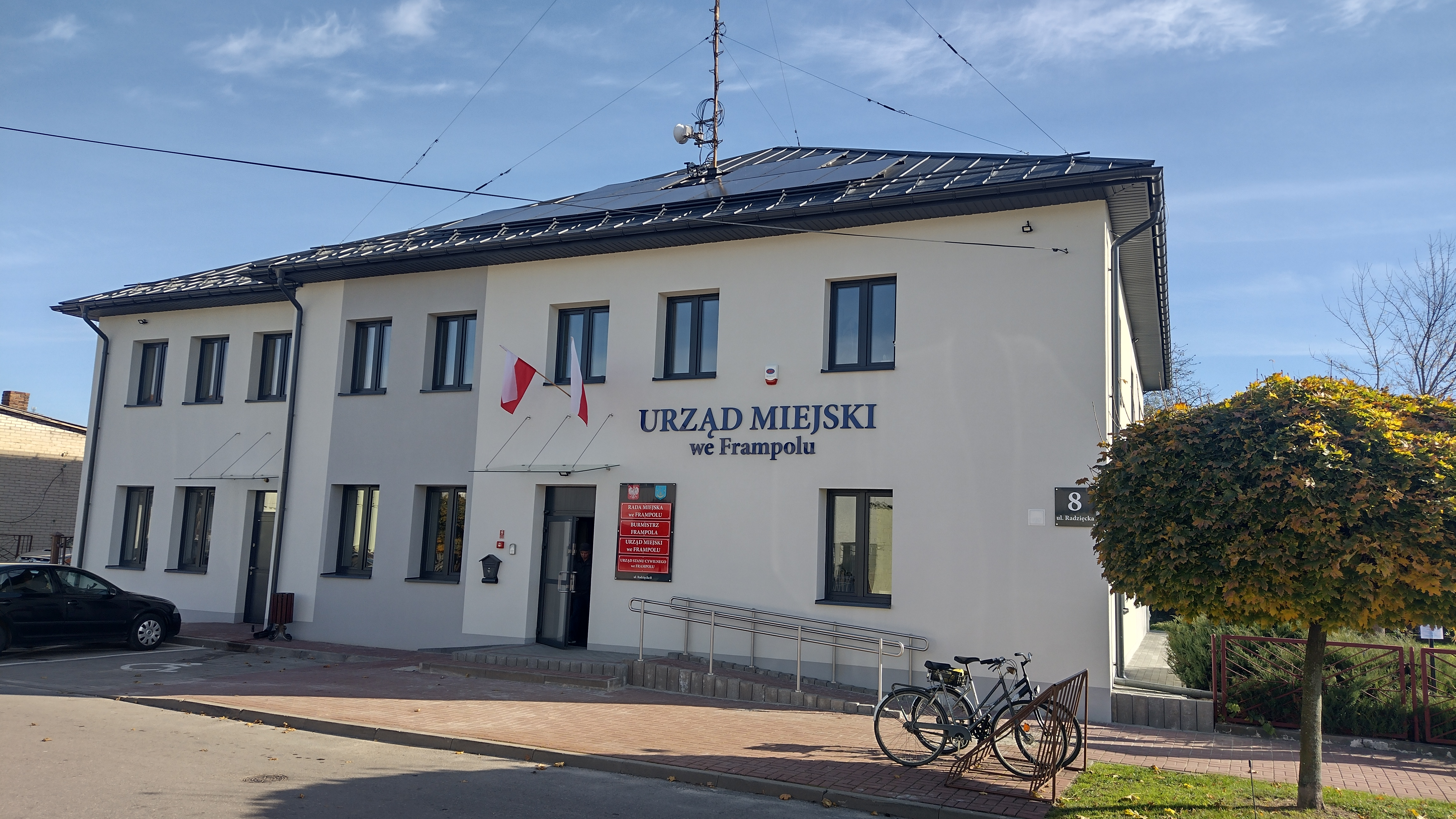
Městský úřad
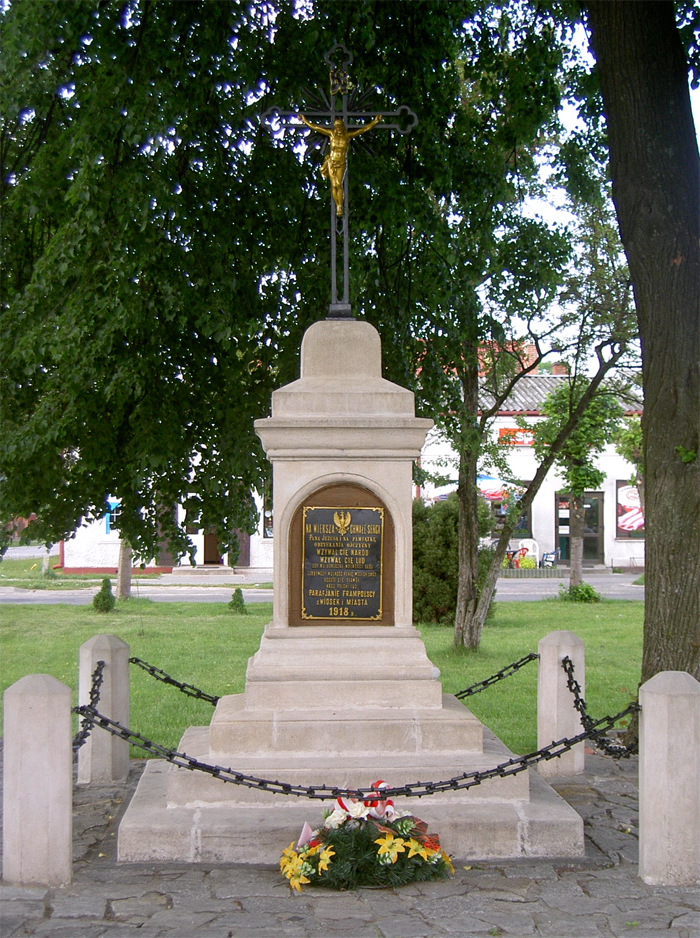
Pomník na náměstí
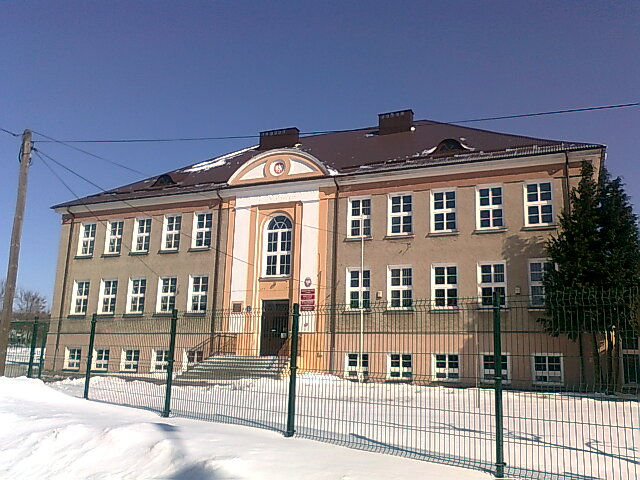
Škola
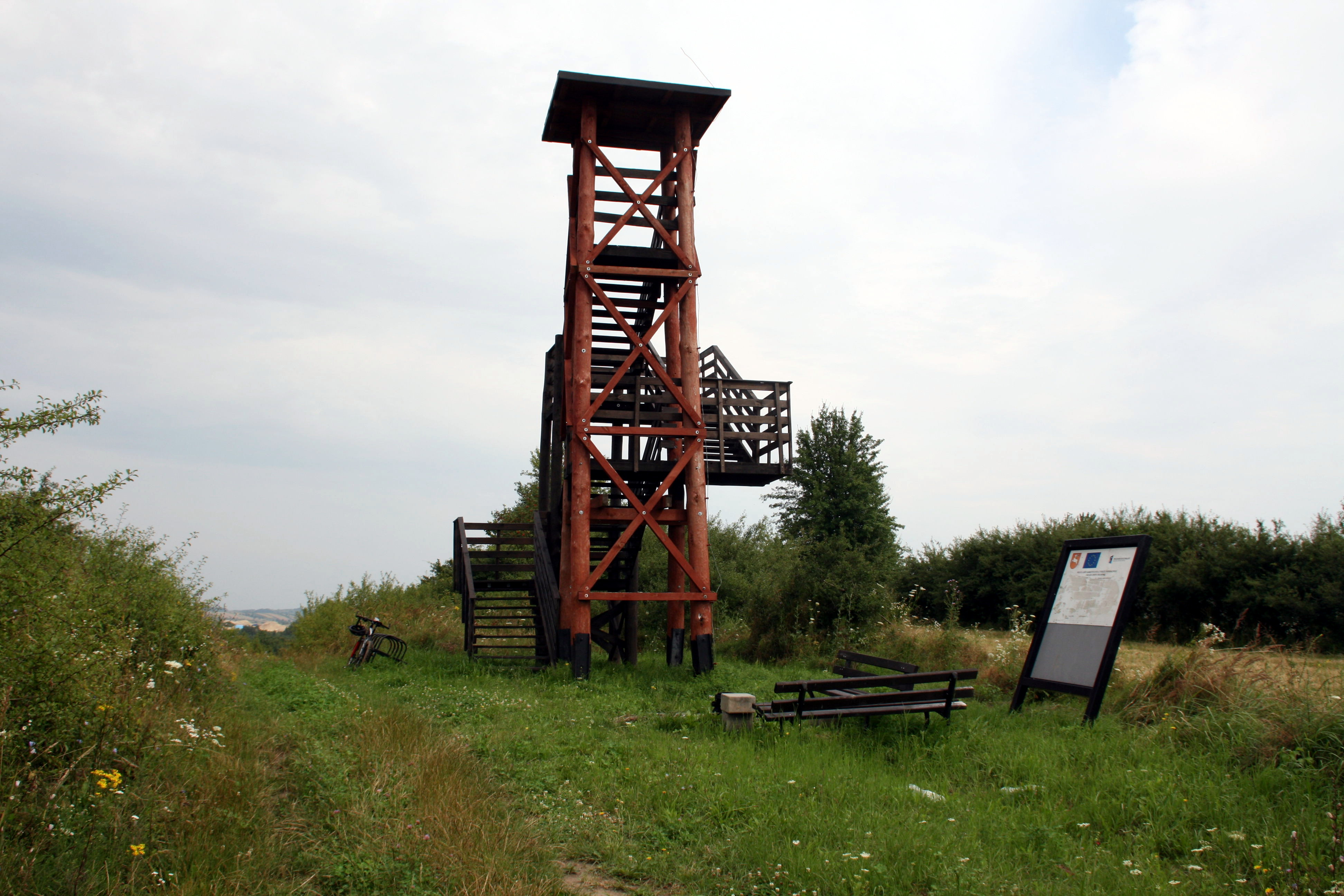
Rozhledna